# Großer Preis von Belgien 1998
Der Große Preis von Belgien 1998 (offiziell LVI Foster’s Belgian Grand Prix) fand am 30. August auf dem Circuit de Spa-Francorchamps in Spa statt und war das 13. Rennen der Formel-1-Weltmeisterschaft 1998.

## Bericht

### Hintergrund
Nach dem Großen Preis von Ungarn führte Mika Häkkinen in der Fahrerwertung mit sieben Punkten vor Michael Schumacher und mit 29 Punkten vor David Coulthard. In der Konstrukteurswertung führte McLaren-Mercedes mit 23 Punkten vor Ferrari und mit 93 Punkten vor Benetton-Playlife.
Nach dem Rennen in Ungarn und vor dem Rennwochenende in Belgien testeten alle Teams, mit Ausnahme von Tyrrell, ihre Wagen auf verschiedenen Strecken. In Silverstone testeten McLaren, Williams, Arrows und Stewart; die schnellste Zeit setzte der Williams-Testfahrer Juan Pablo Montoya. In Monza testeten Ferrari, Jordan und erneut McLaren. McLaren erzielte mit Coulthard die schnellste Rundenzeit. Auf der hauseigenen Teststrecke von Ferrari, Fiorano, testeten Ferrari, Sauber und Minardi ihre Wagen. Benetton und Prost testeten in Magny-Cours sowie in Barcelona getrennt ihre Rennwagen in privaten Testsessions.
Mit Michael Schumacher (viermal) und Damon Hill (zweimal) traten zwei ehemalige Sieger zu diesem Grand Prix an.

### Training

#### Freitagstraining
Während des Versuchs, eine weitere schnelle Runde zu erzielen, verursachte Häkkinen einen Unfall. Vorher hatte er die zweitschnellste Zeit erreicht, um elf Hundertstel Sekunden geschlagen von Michael Schumacher, der mit 1:51,895 Minuten der schnellste Fahrer des Tages war. Dahinter folgten Coulthard, Hill, Heinz-Harald Frentzen und Jacques Villeneuve. Villeneuve erreichte den sechsten Platz im Training, obwohl er einen schweren Unfall in der Eau-Rouge-Kurve hatte. Villeneuve durchfuhr mit Vollgas eine Kurvenfolge, verlor die Kontrolle über den mit dem Heck ausbrechenden Wagen, als er links Richtung der Kemmel-Geraden lenkte, und schlug rückwärts mit rund 290 km/h in die Reifenmauer ein. Die Session wurde für 25 Minuten unterbrochen, um den Wagen zu bergen sowie die Einschlagsstelle zu reparieren. Villeneuve konnte unverletzt und aus eigener Kraft aus dem Wagen aussteigen. Später bei einem Interview an der Strecke bezeichnete er diesen Unfall als seinen „schlimmsten Unfall in der Formel 1 bisher“. Alle Fahrer waren innerhalb von sechseinhalb Sekunden platziert.

#### Samstagstraining
Diesmal war Häkkinen Schnellster und ließ mit 1:50,319 Minuten seinen Teamkollegen Coulthard hinter sich. Auf Coulthard folgten Hill, Villeneuve, Eddie Irvine und Michael Schumacher auf dem sechsten Platz. Villeneuve musste mit dem Ersatzwagen die Trainingssitzung bestreiten, weil das Chassis des am Vortag verunfallten Wagens zu stark beschädigt war, um es rechtzeitig einsatzbereit zu machen. Mika Salo erreichte den 16. Platz, obwohl er, wie Villeneuve am Vortag, einen starken Unfall in der Eau-Rouge-Kurve hatte. Anders als bei Villeneuve untersteuerte sein Wagen kurz vor Raidillon und fuhr in die Streckenbegrenzung. Salo wurde rasch in ein Krankenhaus gebracht, aber er hatte keine Verletzungen erlitten und durfte auch zum Qualifying starten. Alle Fahrer waren innerhalb von sechseinhalb Sekunden platziert.

### Qualifying
Häkkinen erzielte mit einer Zeit von 1:48,682 Minuten seine neunte Pole-Position in dieser Saison. Auf dem zweiten Platz positionierte sich sein Teamkollege Coulthard, der nur um knapp 2 Zehntel geschlagen wurde. Mit einem Abstand von einer Sekunde kam Hill auf den dritten Startplatz, gefolgt von Michael Schumacher, Irvine und Villeneuve. Michael Schumachers schnellste Zeit wurde aberkannt, weil er beim Passieren einer gelben Flagge nach Ansicht der Stewards nicht genügend verlangsamte. Allerdings änderte die Strafe nichts an seiner Position, da seine eigentlich schnellste Runde ebenfalls nur für den vierten Platz reichte. Alle Fahrer lagen innerhalb von sieben Sekunden platziert.

### Warm-Up
Die Warm-Up-Session begann mit leichtem Regen. Michael Schumacher war mit einer Zeit von 2:07,839 Minuten der schnellste Fahrer, gefolgt mit einem Abstand von acht Zehntel von seinem Teamkollegen Irvine. Dahinter folgten Häkkinen, Giancarlo Fisichella, Ralf Schumacher und Hill. Alle Fahrer waren innerhalb von 18 Sekunden platziert.

### Rennen
Im Gegensatz zu den verregneten Rennen in Belgien in den vorhergehenden Jahren wurde beschlossen, das Rennen zur geplanten Zeit normal ohne Safety-Car zu starten.

#### Erster Start
Häkkinen behauptete die Führung, gefolgt von Villeneuve, Michael Schumacher, Fisichella und Coulthard, der einen schlechten Start hatte. Nach der ersten Kurve, der La Source, sprinteten alle Fahrer Richtung Eau Rouge. Auf Höhe der alten Boxengasse bog Coulthards Wagen scharf rechts ab, fuhr fast frontal in die Wand, wurde zurück auf die Strecke geschleudert und löste dadurch eine Kettenreaktion aus. Der Benetton von Alexander Wurz drehte sich, da er mit Irvine in Kontakt gekommen war, Johnny Herbert drehte es durch eine Notbremsung ebenfalls um und Jarno Trulli stieß in die Front von Wurz. Trullis Prost schlitterte dann nach links, wo er in das Heck von Jos Verstappen fuhr. Neben Toranosuke Takagi und Olivier Panis gerieten auch Ricardo Rosset, Pedro Diniz und Salo mit Vollgas in das Chaos hinein. Rubens Barrichello wurde von Diniz beziehungsweise Panis von Takagi in die Menge geschoben, Salo fuhr mit Vollgas in das Wrack von Irvine und Coulthard. Rosset raste als Letzter blind durch die Gischt in die Menge hinein.
Die einzigen Fahrer, die hinter Coulthard unbeschadet aus dem Chaos entkommen konnten, waren die beiden Jordan mit Hill und Ralf Schumacher sowie Esteban Tuero im Minardi. Coulthard hatte Hill nur knapp verfehlt, während Ralf Schumacher noch auf das Gras ausweichen konnte, bevor er von Irvines Wrack getroffen worden wäre. Betroffen war auch Verstappen, der seinen Wagen zwar an die Box rettete, dort aber wegen der starken Schäden aufgeben musste.
Das Rennen wurde daraufhin mit der roten Flagge abgebrochen, um die Fahrzeuge sicher von der Strecke zu bringen. Da es innerhalb der ersten zwei Runden abgebrochen worden war, wurde der erste Start für ungültig erklärt und ein neuer Start über die volle Renndistanz angesetzt. Irvine und Barrichello hatten leichte Verletzungen erlitten, weshalb Barrichello am zweiten Start nicht teilnahm. Des Weiteren konnten Salo, Rosset und Panis ebenfalls nicht teilnehmen, da ihre Teamkollegen den Ersatzwagen bekamen.

#### Zweiter Start
Eine Stunde nach dem verheerenden Startunfall wurde das Rennen erneut gestartet. Hill überholte vor der ersten Kurve Häkkinen, der Michael Schumacher abwehren musste. In La Source drehte sich Häkkinen und stand entgegengesetzt auf der Fahrbahn. Beim Versuch, wieder anzufahren, wurde er von Herbert beim Ausweichmanöver getroffen. Häkkinen behauptete noch während des Rennens, von Michael Schumacher getroffen worden zu sein und sich daraufhin gedreht zu haben, doch das wurde von Ferrari dementiert. Ebenfalls in der ersten Runde kollidierten Wurz und Coulthard, was Coulthard auf den letzten Platz beförderte und für Wurz das Rennaus bedeutete. Nach dem erneuten Chaos wurde das Safety-Car auf die Strecke geschickt, um für Ordnung zu sorgen und die sichere Bergung der Fahrzeuge zu ermöglichen.
Mit Beginn der dritten Runde wurde das Rennen wieder freigegeben, mit Hill vor Michael Schumacher in Führung. Nach langer Verfolgungsjagd überholte Michael Schumacher seinen Kontrahenten in der letzten Kurve vor Start-Ziel, der Bus-Stop-Schikane, und übernahm in Runde neun die Führung. Irvine auf der dritten Position schloss nun auf Hill auf, allerdings riss er sich den Frontflügel ab, als er sich nach der Kemmel-Geraden verbremste und über das Gras ausweichen musste. Durch den folgenden Boxenstopp fiel Irvine von der dritten auf die elfte Position zurück. Als in der 16. Runde Michael Schumacher das erste Mal an die Box fuhr, übernahm für kurze Zeit Villeneuve die Führung, bis er sich drehte und dadurch den Motor abwürgte. Michael Schumacher erlangte die Führung wieder, sein Vorsprung auf den Zweiten Hill betrug annähernd 40 Sekunden.
Als sich Michael Schumacher dem zweiten Fahrer von McLaren, Coulthard, zum Überrunden näherte, besuchte der Ferrari-Teamchef Jean Todt den Kommandostand von McLaren und versicherte sich, dass Coulthard den Führenden gefahrlos ziehen lässt. Allerdings machte Coulthard nicht sofort Platz zum Überrunden, woraufhin Michael Schumacher mit der Faust in Richtung Coulthard zeigte. Nach der neunten Kurve schließlich plante Coulthard, Schumacher vorbeizulassen, indem er die Geschwindigkeit stark drosselte und bis auf den rechten Begrenzungsstreifen fuhr, um Platz zu machen. Michael Schumacher, dessen Sicht durch die aufgewirbelte Gischt stark eingeschränkt war, wurde durch das Manöver überrascht und konnte nicht mehr ausweichen. Im letzten Moment versuchte er noch, scharf nach links zu ziehen, doch sein rechtes Vorderrad berührte den Heckflügel des McLaren und riss samt der Aufhängung ab. Beide Fahrer, Michael Schumacher im Ferrari auf drei Rädern und Coulthard ohne Heckflügel, schafften den Weg zurück in die Boxengasse und stellten dort ihre Wagen ab. Michael Schumacher schmiss in der Garage wutentbrannt sein Lenkrad aus dem Wagen und stieg schnell aus. In der Boxengasse lief er Richtung McLaren-Garage, um Coulthard zur Rede zu stellen. Beide Fahrer wurden durch die Team-Verantwortlichen getrennt, bevor es zu Handgreiflichkeiten hätte kommen können. Nach der Konfrontation ging Michael Schumacher direkt zu den Stewards, um Beschwerde einzulegen, allerdings vertagten die Stewards eine endgültige Entscheidung.
Durch den Ausfall von Michael Schumacher führte nun Hill vor Ralf Schumacher das Rennen an. Nach zwei Runden wiederholte sich dasselbe Geschehen vor der Bus-Stop-Schikane zwischen Shinji Nakano und Fisichella. Nakano wollte Fisichella ziehen lassen, allerdings übersah Fisichella den Minardi und fuhr in dessen Heck. Der Benetton schlitterte quer Richtung Boxenmauer, verfehlte sie aber knapp und blieb wenige Meter vor Start und Ziel liegen. Dort konnte Fisichella unversehrt aussteigen, während sein Motor in Flammen aufging. Wegen des erneuten Unfalls wurde das Safety-Car ein zweites Mal auf die Strecke geschickt und Hill nutzte die Situation, um ein zweites und letztes Mal an der Box zu stoppen.
Durch die hohe Zahl an Ausfällen befanden sich nur mehr sechs Wagen auf der Strecke, was bedeutete, dass jeder ins Ziel kommende Fahrer WM-Punkte erzielen würde. Daraufhin schickten McLaren und Minardi ihre leicht beschädigten Wagen, nachdem sie repariert worden waren, wieder auf die Strecke in der Hoffnung, bei einem weiteren Ausfall Punkte zu erzielen. Nach der erneuten Rennfreigabe war Hill vor Ralf Schumacher und Jean Alesi in Führung. Durch Stallorder wurde es Ralf Schumacher verboten, Hill anzugreifen, um den ersten Sieg sowie den Doppelsieg generell für Jordan nicht zu gefährden. In den folgenden Runden schrumpfte das Führungstrio auf wenige Sekunden zusammen, bis Alesi in der letzten Runde weitere Überholversuche aufgab.
Hill gewann schlussendlich vor Ralf Schumacher und Alesi. Vierter wurde Frentzen, Fünfter Diniz und Sechster Trulli.
Michael Schumacher sicherte sich mit 2:03,766 Minuten die schnellste Runde.
In der Fahrerwertung blieben die ersten drei Positionen unverändert. In der Konstrukteurswertung blieb McLaren-Mercedes vor Ferrari. Williams-Mecachrome zog an Benetton-Playlife vorbei und war nun Dritter.

### Nach dem Rennen
Michael Schumacher und Coulthard hatten eine Woche nach dem Rennunfall ein privates Treffen, das eineinhalb Stunden dauerte und sich mit dem Unfall beschäftigte. Das Meeting endete mit einem Händeschütteln und dem Vorhaben, sich für klarere Richtlinien beim Überrunden von langsameren Fahrern einzusetzen, damit so etwas nicht mehr vorkommen sollte. Michael Schumacher sagte später, dass „es klar ist, dass er [Coulthard] in Spa nichts falsch gemacht hat“, obwohl Coulthard im Jahr 2003 seinen Fehler zugab.

## Meldeliste
| Team                         | Nr. | Fahrer                | Chassis        | Motor                   | Reifen |
| ---------------------------- | --- | --------------------- | -------------- | ----------------------- | ------ |
| Winfield Williams            | 01  | Jacques Villeneuve    | Williams FW20  | Mecachrome 3.0 V10      | G      |
| Winfield Williams            | 02  | Heinz-Harald Frentzen | Williams FW20  | Mecachrome 3.0 V10      | G      |
| Scuderia Ferrari Marlboro    | 03  | Michael Schumacher    | Ferrari F300   | Ferrari 3.0 V10         | G      |
| Scuderia Ferrari Marlboro    | 04  | Eddie Irvine          | Ferrari F300   | Ferrari 3.0 V10         | G      |
| Mild Seven Benetton Playlife | 05  | Giancarlo Fisichella  | Benetton B198  | Playlife 3.0 V10        | B      |
| Mild Seven Benetton Playlife | 06  | Alexander Wurz        | Benetton B198  | Playlife 3.0 V10        | B      |
| West McLaren Mercedes        | 07  | David Coulthard       | McLaren MP4/13 | Mercedes-Benz 3.0 V10   | B      |
| West McLaren Mercedes        | 08  | Mika Häkkinen         | McLaren MP4/13 | Mercedes-Benz 3.0 V10   | B      |
| Benson & Hedges Jordan       | 09  | Damon Hill            | Jordan 197     | Mugen-Honda 3.0 V10     | G      |
| Benson & Hedges Jordan       | 10  | Ralf Schumacher       | Jordan 197     | Mugen-Honda 3.0 V10     | G      |
| Gauloises Prost Peugeot      | 11  | Olivier Panis         | Prost AP01     | Peugeot 3.0 V10         | B      |
| Gauloises Prost Peugeot      | 12  | Jarno Trulli          | Prost AP01     | Peugeot 3.0 V10         | B      |
| Red Bull Sauber Petronas     | 14  | Jean Alesi            | Sauber C17     | Petronas 3.0 V10        | G      |
| Red Bull Sauber Petronas     | 15  | Johnny Herbert        | Sauber C17     | Petronas 3.0 V10        | G      |
| Danka Zepter Arrows          | 16  | Pedro Diniz           | Arrows A19     | Arrows 3.0 V10          | B      |
| Danka Zepter Arrows          | 17  | Mika Salo             | Arrows A19     | Arrows 3.0 V10          | B      |
| Stewart Ford                 | 18  | Rubens Barrichello    | Stewart SF2    | Ford Zetec-R 3.0 V10    | B      |
| Stewart Ford                 | 19  | Jos Verstappen        | Stewart SF2    | Ford Zetec-R 3.0 V10    | B      |
| Tyrrell                      | 20  | Ricardo Rosset        | Tyrrell 026    | Ford Zetec-R/97 3.0 V10 | G      |
| Tyrrell                      | 21  | Toranosuke Takagi     | Tyrrell 026    | Ford Zetec-R/97 3.0 V10 | G      |
| Fondmetal Minardi Team       | 22  | Shinji Nakano         | Minardi M198   | Ford Zetec-R/97 3.0 V10 | B      |
| Fondmetal Minardi Team       | 23  | Esteban Tuero         | Minardi M198   | Ford Zetec-R/97 3.0 V10 | B      |

## Klassifikation

### Qualifying
| Pos.                                                                       | Fahrer                | Konstrukteur        | Zeit     | Start |
| -------------------------------------------------------------------------- | --------------------- | ------------------- | -------- | ----- |
| 01                                                                         | Mika Häkkinen         | McLaren-Mercedes    | 1:48,682 | 01    |
| 02                                                                         | David Coulthard       | McLaren-Mercedes    | 1:48,845 | 02    |
| 03                                                                         | Damon Hill            | Jordan-Mugen-Honda  | 1:49,728 | 03    |
| 04                                                                         | Michael Schumacher    | Ferrari             | 1:50,027 | 04    |
| 05                                                                         | Eddie Irvine          | Ferrari             | 1:50,189 | 05    |
| 06                                                                         | Jacques Villeneuve    | Williams-Mecachrome | 1:50,204 | 06    |
| 07                                                                         | Giancarlo Fisichella  | Benetton-Playlife   | 1:50,462 | 07    |
| 08                                                                         | Ralf Schumacher       | Jordan-Mugen-Honda  | 1:50,501 | 08    |
| 09                                                                         | Heinz-Harald Frentzen | Williams-Mecachrome | 1:50,686 | 09    |
| 10                                                                         | Jean Alesi            | Sauber-Petronas     | 1:51,189 | 10    |
| 11                                                                         | Alexander Wurz        | Benetton-Playlife   | 1:51,648 | 11    |
| 12                                                                         | Johnny Herbert        | Sauber-Petronas     | 1:51,851 | 12    |
| 13                                                                         | Jarno Trulli          | Prost-Peugeot       | 1:52,572 | 13    |
| 14                                                                         | Rubens Barrichello    | Stewart-Ford        | 1:52,670 | 14    |
| 15                                                                         | Olivier Panis         | Prost-Peugeot       | 1:52,784 | 15    |
| 16                                                                         | Pedro Diniz           | Arrows              | 1:53,037 | 16    |
| 17                                                                         | Jos Verstappen        | Stewart-Ford        | 1:53,149 | 17    |
| 18                                                                         | Mika Salo             | Arrows              | 1:53,207 | 18    |
| 19                                                                         | Toranosuke Takagi     | Tyrrell-Ford        | 1:53,237 | 19    |
| 20                                                                         | Ricardo Rosset        | Tyrrell-Ford        | 1:54,850 | 20    |
| 21                                                                         | Shinji Nakano         | Minardi-Ford        | 1:55,084 | 21    |
| 22                                                                         | Esteban Tuero         | Minardi-Ford        | 1:55,520 | 22    |
| 107-Prozent-Zeit: 1:56,290 min (bezogen auf die Bestzeit von 1:48,682 min) |                       |                     |          |       |

### Rennen
| Pos. | Fahrer                | Konstrukteur        | Runden | Stopps | Zeit        | Start | Schnellste Runde |
| ---- | --------------------- | ------------------- | ------ | ------ | ----------- | ----- | ---------------- |
| 01   | Damon Hill            | Jordan-Mugen-Honda  | 44     | 2      | 1:43:47,407 | 03    | 2:05,630 (07.)   |
| 02   | Ralf Schumacher       | Jordan-Mugen-Honda  | 44     | 2      | + 0,932     | 08    | 2:08,399 (07.)   |
| 03   | Jean Alesi            | Sauber-Petronas     | 44     | 2      | + 7,240     | 10    | 2:07,597 (07.)   |
| 04   | Heinz-Harald Frentzen | Williams-Mecachrome | 44     | 2      | + 32,243    | 09    | 2:06,284 (07.)   |
| 05   | Pedro Diniz           | Arrows              | 44     | 2      | + 51,682    | 16    | 2:11,331 (05.)   |
| 06   | Jarno Trulli          | Prost-Peugeot       | 42     | 1      | + 2 Runden  | 13    | 2:11,701 (13.)   |
| 07   | David Coulthard       | McLaren-Mercedes    | 39     | 1      | + 5 Runden  | 02    | 2:10,950 (33.)   |
| 08   | Shinji Nakano         | Minardi-Ford        | 39     | 2      | + 5 Runden  | 21    | 2:13,230 (12.)   |
| –    | Giancarlo Fisichella  | Benetton-Playlife   | 26     | 2      | DNF         | 07    | 2:09,528 (05.)   |
| –    | Michael Schumacher    | Ferrari             | 25     | 1      | DNF         | 04    | 2:03,766 (09.)   |
| –    | Eddie Irvine          | Ferrari             | 25     | 1      | DNF         | 05    | 2:06,561 (06.)   |
| –    | Esteban Tuero         | Minardi-Ford        | 17     | 1      | DNF         | 22    | 2:19,996 (05.)   |
| –    | Jacques Villeneuve    | Williams-Mecachrome | 16     | 2      | DNF         | 06    | 2:07,825 (08.)   |
| –    | Toranosuke Takagi     | Tyrrell-Ford        | 8      | 0      | DNF         | 19    | 2:12,327 (06.)   |
| –    | Jos Verstappen        | Stewart-Ford        | 8      | 0      | DNF         | 17    | 2:12,425 (08.)   |
| –    | Mika Häkkinen         | McLaren-Mercedes    | 0      | 0      | DNF         | 01    | –                |
| –    | Alexander Wurz        | Benetton-Playlife   | 0      | 0      | DNF         | 11    | –                |
| –    | Johnny Herbert        | Sauber-Petronas     | 0      | 0      | DNF         | 12    | –                |
| DNS  | Rubens Barrichello    | Stewart-Ford        | –      | –      | –           | 14    | –                |
| DNS  | Olivier Panis         | Prost-Peugeot       | –      | –      | –           | 15    | –                |
| DNS  | Mika Salo             | Arrows              | –      | –      | –           | 18    | –                |
| DNS  | Ricardo Rosset        | Tyrrell-Ford        | –      | –      | –           | 20    | –                |

Anmerkungen
1. 1 2 3 4  Barrichello, Panis, Salo und Rosset konnten aufgrund ihrer beschädigten Fahrzeuge nicht am Neustart teilnehmen.

## WM-Stände nach dem Rennen
Die ersten sechs des Rennens bekamen 10, 6, 4, 3, 2 bzw. 1 Punkt(e).

### Fahrerwertung
| Pos. | Fahrer                | Konstrukteur        | Punkte |
| ---- | --------------------- | ------------------- | ------ |
| 01   | Mika Häkkinen         | McLaren-Mercedes    | 77     |
| 02   | Michael Schumacher    | Ferrari             | 70     |
| 03   | David Coulthard       | McLaren-Mercedes    | 48     |
| 04   | Eddie Irvine          | Ferrari             | 32     |
| 05   | Jacques Villeneuve    | Williams-Mecachrome | 20     |
| 06   | Alexander Wurz        | Benetton-Playlife   | 17     |
| 07   | Damon Hill            | Jordan-Mugen-Honda  | 16     |
| 08   | Giancarlo Fisichella  | Benetton-Playlife   | 15     |
| 09   | Heinz-Harald Frentzen | Williams-Mecachrome | 13     |
| 10   | Ralf Schumacher       | Jordan-Mugen-Honda  | 10     |
| 11   | Jean Alesi            | Sauber-Petronas     | 7      |
| 12   | Rubens Barrichello    | Stewart-Ford        | 4      |

| Pos. | Fahrer            | Konstrukteur    | Punkte |
| ---- | ----------------- | --------------- | ------ |
| 13   | Mika Salo         | Arrows          | 3      |
| 14   | Pedro Diniz       | Arrows          | 3      |
| 15   | Johnny Herbert    | Sauber-Petronas | 1      |
| 16   | Jarno Trulli      | Prost-Peugeot   | 1      |
| 17   | Jan Magnussen     | Stewart-Ford    | 1      |
| 18   | Shinji Nakano     | Minardi-Ford    | 0      |
| 19   | Ricardo Rosset    | Tyrrell-Ford    | 0      |
| 20   | Esteban Tuero     | Minardi-Ford    | 0      |
| 21   | Olivier Panis     | Prost-Peugeot   | 0      |
| 22   | Toranosuke Takagi | Tyrrell-Ford    | 0      |
| 23   | Jos Verstappen    | Stewart-Ford    | 0      |

### Konstrukteurswertung
| Pos. | Konstrukteur        | Punkte |
| ---- | ------------------- | ------ |
| 01   | McLaren-Mercedes    | 125    |
| 02   | Ferrari             | 102    |
| 03   | Williams-Mecachrome | 33     |
| 04   | Benetton-Playlife   | 32     |
| 05   | Jordan-Mugen-Honda  | 26     |
| 06   | Sauber-Petronas     | 8      |

| Pos. | Konstrukteur  | Punkte |
| ---- | ------------- | ------ |
| 07   | Arrows        | 6      |
| 08   | Stewart-Ford  | 5      |
| 09   | Prost-Peugeot | 1      |
| 10   | Minardi-Ford  | 0      |
| 11   | Tyrrell-Ford  | 0      |